# Buccicrenata
Buccicrenata es un género de foraminífero bentónico de la subfamilia Buccicrenatinae, de la familia Cyclamminidae, de la superfamilia Loftusioidea, del suborden Loftusiina y del orden Loftusiida. Su especie tipo es Ammobaculites subgoodlandensis. Su rango cronoestratigráfico abarca desde el Aptiense (Cretácico inferior) hasta el Cenomaniense (Cretácico superior).

## Discusión
Clasificaciones previas incluían Buccicrenata en el suborden Textulariina del orden Textulariida o en el orden Lituolida.

## Clasificación
Buccicrenata incluye a las siguientes especies:
- Buccicrenata italica †
- Buccicrenata libyca †
- Buccicrenata primitiva †
- Buccicrenata subgoodlandensis †